# OMX Tallinn
OMX Tallinn (OMXT) är det största aktiemarknadsindexet i Estland. Det återspeglar förändringar i priserna på aktier noterade i huvudlistan och investerarlistorna på den estniska börsen och Tallinn Stock Exchange. Den använder Paasches indexformel . Värdet på indexet kalibrerades till 100 den 3 juni 1996. Före 2005 var indexet känt som TALSE.